# エスニックジョーク
エスニックジョーク (英: ethnic joke) とは、ある民族の民族性、もしくはある国の国民性を端的に現すような話によって笑いを誘うジョークのことを言う。国民性や民族性を大袈裟に皮肉ったり、はぐらかしたりする。
民族文化への風刺という性質上、社会的なタブー（民族差別）に抵触する部分があり、ブラックジョークの一種に分類されることも多い。

## 概要
エスニックジョークとは、ある民族もしくはある国の国民が一般的に持っていると思われている典型的な性格や行動様式など、ステレオタイプに着目し、その特徴を端的に表現したり、揶揄するようなエピソードを紹介することで笑いを誘うものである。国民性と民族性をよく表しているとされ、英語圏ではアイルランド人、スコットランド人を題材にしたものが多いが、それ以外にもイギリス人、アメリカ人、ドイツ人、フランス人、インド人、中国人、日本人と題材にされる。
このため、ある民族、国民が一般的に持っていると思われている特徴、例えば「日本人は集団主義者である」、「ドイツ人は合理的である」というような特徴が共通理解となっていて初めて成立するジョークである。
こうしたジョークを「エスニックジョーク」と呼ぶようになったのは、1970年代頃であると考えられている。

### 差別性
エスニックジョークに用いられている民族性（国民性）とは当然、ステレオタイプなものであり、必ずしも現実と一致しているものではない。このために差別的と捉えられる場合もありうる。
1880年から1920年にかけての米国では、ポーランド人移民が急増した結果「ポーランド人ジョーク」が大量に出回った。歴史家のジェームズ・S・プーラによれば、無害とは程遠いステレオタイプが流布され、嘲笑がマスメディアなどを介して広まり、ポーランド人のアイデンティティや自尊心を傷つけた。現在では、ポーランドの共産主義勢力との戦いや、ポーランド系アメリカ人の経済的成功、ポーランド系アメリカ人団体の尽力などによって、ポジティブなイメージが広まった結果、偏見は薄まってきているという。しかし、現在でもインターネット上などでは、依然として偏見がジョークの形で流布され続けている。
エスニックジョークが親しまれている国では、ネタにする立場の人とネタにされる立場の人の間で、ジョークが差別的かつ侮蔑的だという理由で確執が生まれたりすることはあまりなく、むしろ互いの民族（国民）の典型的な特徴を指摘して笑い合うという関係を楽しんでいることが多い。哲学者のスラヴォイ・ジジェクは差別的発言をきっかけに友人が生まれた自身の経験を挙げ、もちろん我々は単純に互いを罵倒するべきではないとしつつ、ポリティカル・コレクトネスには問題があると主張している。

## ジョークの例
- 中国人、アメリカ人、日本人の3人が、列車で旅をしていた[1]。
  - アメリカ人が火をつけた煙草を一服しただけで窓から投げ捨てた。中国人が「もったいない」と言うと、アメリカ人は「アメリカでは煙草は捨てるほどある」と言った。
  - 日本人がカメラを窓から投げ捨てた。中国人が「もったいない」と言うと、日本人は「日本ではカメラは捨てるほどある」と言った。
  - 中国人が隣に座っていた中国人を窓から放り出した。アメリカ人と日本人が「何をするんだ」と言うと、中国人「中国では人間は捨てるほどいるから」と言った[注釈 1]。
    - キューバ人、ロシア人、日本人、ハワイ住民の組み合わせで、キューバ人が葉巻を投げ捨て、ロシア人がウォッカを投げ捨てたのを見てハワイ住民が日本人を投げ捨てる（ハワイは日本人だらけである）という筋書きであることもある。
- 沈没船ジョーク（タイタニックジョークとも）の例[6]
沈没しかけた船に乗り合わせる様々な国の人たちに、海に飛び込むよう船長が説得を試みる。
  - アメリカ人に 「飛び込めばあなたはヒーローになれます。」
  - イギリス人に 「飛び込めばあなたはジェントルマン（紳士）になれます。」
  - ドイツ人に 「飛び込むのはルールです。」
  - イタリア人に 「飛び込めばあなたは女性に愛されます。」または「先程ものすごい美人が飛び込みました。」
  - フランス人に 「飛び込まないでください。」
  - ロシア人に 「海にウォッカのビンが流れています。」
  - 中国人に「海に美味しい食材が泳いでいますよ。」
  - 日本人に 「皆さんが飛び込んでいます。」
  - 韓国人に 「日本人は飛び込んでいます。」
    - 飛び込むように指示すると謝罪と賠償を要求されるので、韓国人は放置するよう指示する筋書きも存在する。
- 問題が発生したら、それぞれの国家では、どんな対処をするのか[7][8]。
  - ドイツ：最短の時間と最低のコストで解決する。
  - アメリカ：コストを惜しまず手段を講じるが、なぜかドイツ人よりも時間がかかる。
「小さなことなら銃で、重大なら軍事力で解決する」というバージョンも存在する。
  - イギリス：ティータイムにして解決したことにする。
「16世紀まで遡って判例を調べる」というバージョンも存在する。
  - アイルランド：まずはエールを1杯・2杯・3杯・・・・・・と続けているうちに酔って問題が霞んで見える。
  - アイスランド：「まぁ、何とかなるさ（Þetta reddast）」→問題点は曖昧にして避けて通っていく。
  - フランス：騒ぎの末に、デモが起きたり衝突したりで問題が深刻化。
  - ベルギー：解決策はあったが、何時の間にか問題になっている。
  - スイス：国民投票を行い、答えを出す。解決するとは限らない。
  - イタリア：パスタを食べて解決したことにしてしまう。
これに「面倒なことはドイツ人がやってくれる」と続くバージョンも存在する。
  - スペイン：問題を放置したままシエスタする。
  - ギリシャ：政府機関から商店に至るまで閉鎖してしまう。
あるいは「欧州連合に責任を押し付ける」というバージョンもあり、そちらではスペインが「ギリシャ人よりはマシなことをやるだろう」という対になっている。
  - スウェーデン：イケアの組立説明書のように考えてみるが、結局サポートデスクに電話する。
  - チェコ：「そもそも問題なのだろうか」で議論が終わる。
  - インド：聖なる牛にお伺いを立てる。
「国外に移住する」というバージョンも存在する。
  - ロシア：当事者はもちろんのこと、問題を指摘した者から目撃者から全て逮捕して、解決を宣言する。
  - 北朝鮮：この国では問題点も解決策も、偉大なる第一書記によって指導される。
  - 中国：「我が国にはそのような問題は存在しない」という姿勢を保ちつつ、一方では問題を起こした幹部が拘束され、他方では問題を指摘した者も逮捕される。
  - 日本 : 中身のない会議が行われ、問題は一向に解決しない。
  - 南アフリカ共和国：ラグビーの試合で決着をつける。
  - オーストラリア：とにかくバーベキューでもして解決したことにしてしまう。
  - ブラジル：サッカーの試合で決着をつける。
  - アルゼンチン：堂々巡りの果てに、かなり問題点が深刻になってしまう。
  - ウルグアイ：ブラジルとアルゼンチンの様子を見て、悪い方を選ぶ。
  - ジャマイカ：巻いて火を着け「問題なんてないさ (No problem man)」とあっけらかんと開き直る。